# ویلیس آیرو

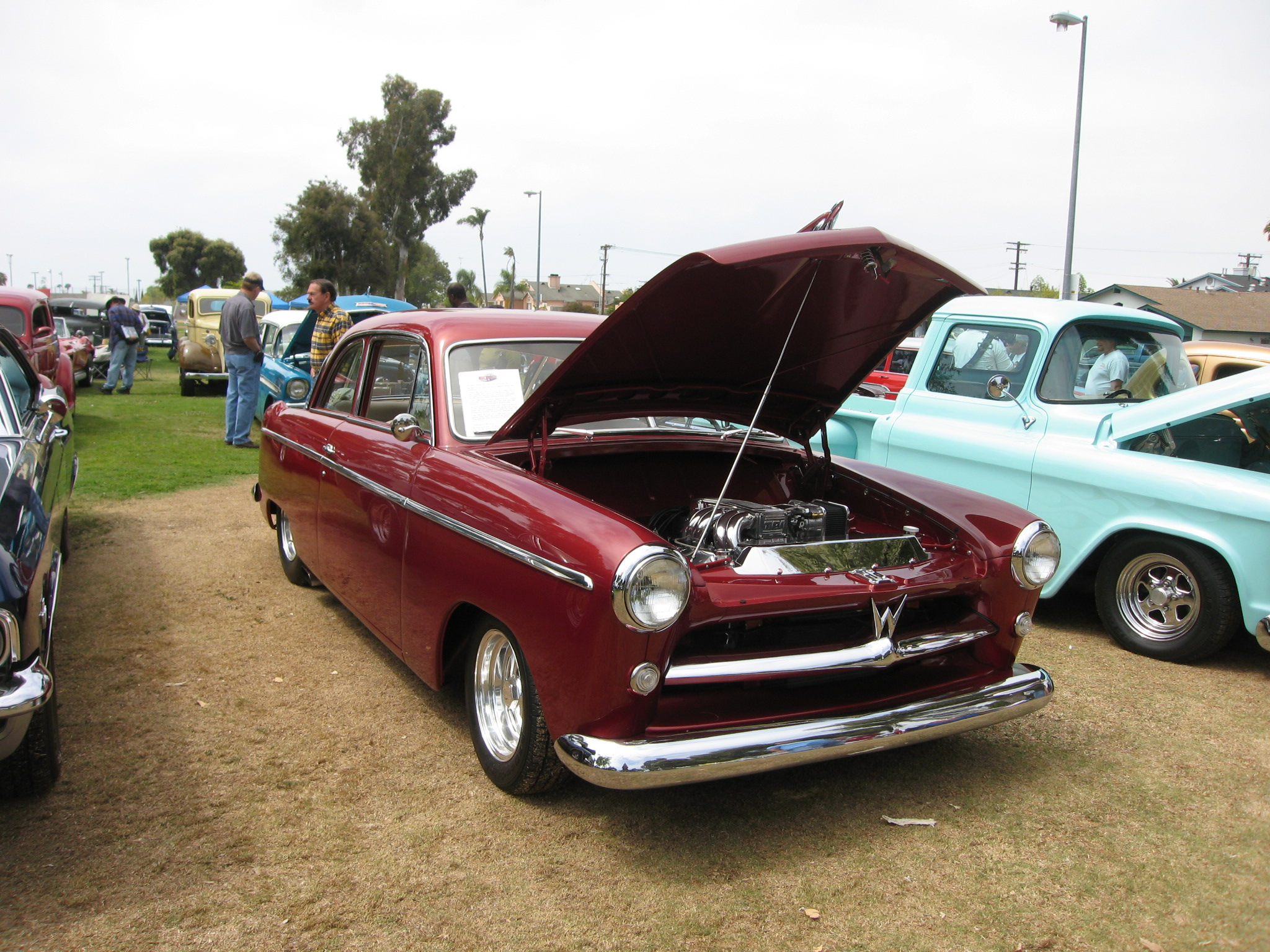

ویلیس آیرو (Willys Aero) خودرویی است که در سال‌های ۱۹۵۲ تا ۱۹۵۵در تولیدو و  اوهایو تولید شده‌است. ‌است. سیستم جعبه‌دندهٔ آن ۴ دنده به صورت دستی است.

## نگارخانه

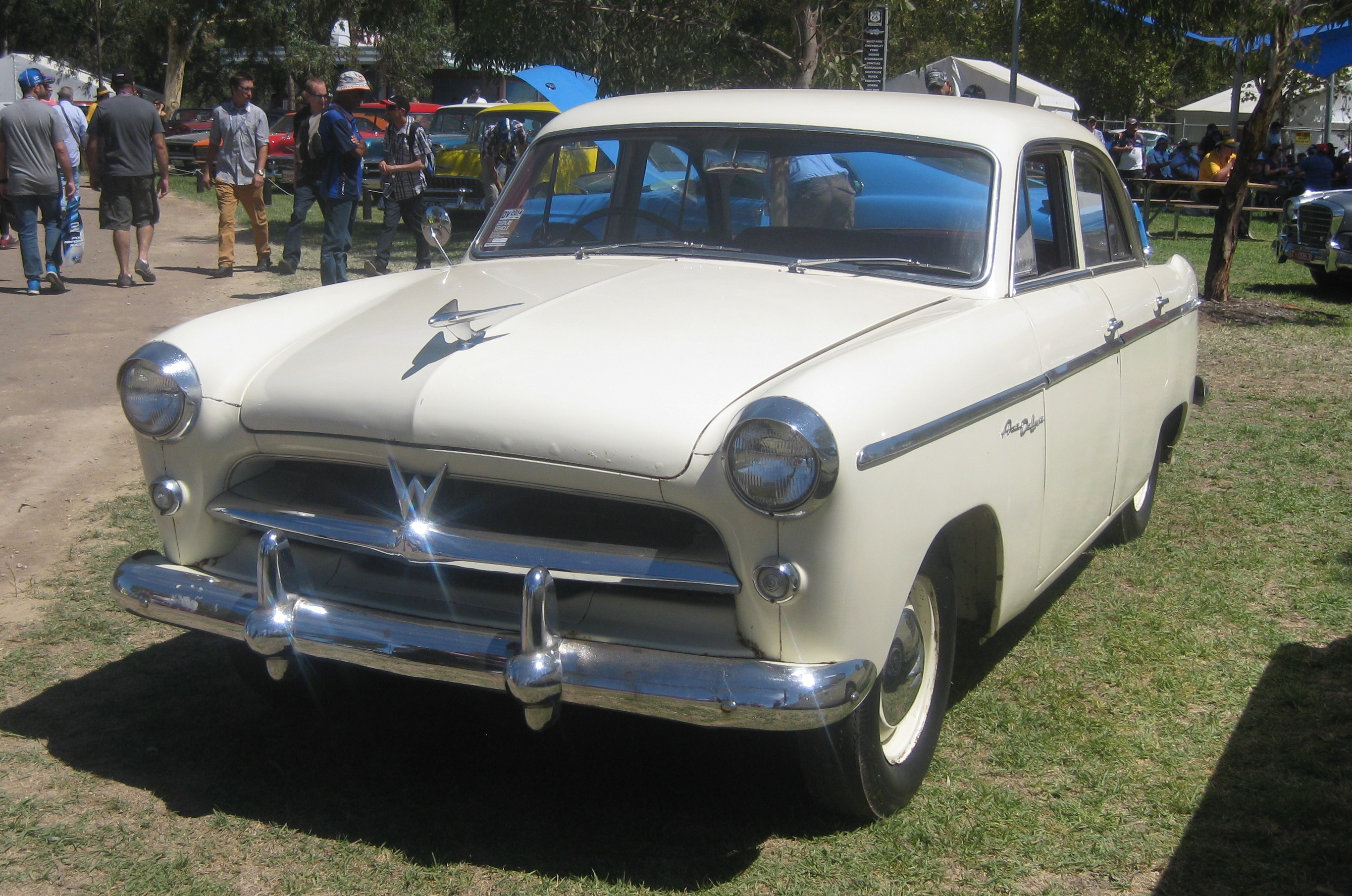